# Мещериновы
Мещериновы (пол. Meszczeryn) — древний русский дворянский род.
Род внесён в VI часть дворянских родословных книг Калужской и Тульской губерний.
Генерал-майор Мещеринов, Василий Дмитриевич внесён в III часть ДРК Рязанской губернии (09 марта 1837)

## История рода
Артемий Рахманин Мещеринов служил при Иване Грозном по Ростову, жалован поместьем (1573) и имел внука Ивана Алексеевича. История Рода хорошо реконструируется по Вкладному Евангелию 1655 г., которое Алексей Аврамович Мещеринов вложил в Ростовский Авраамьевский монастырь "по отце своем Авраме, по матери своей Ульянии и по дедах своих Артемие и Максиме убиенных и по бабке своей инокине схимнице Софье и по дяде своем Акиме для вечного покою". В селе Погорелово Ростовского района Ярославской области кирпичная церковь, возведённая (1682) на средства стольника И. А. Мещеринова.

## Описание герба
В щите, имеющем серебряное поле, изображён ездок в зелёном платье и золотом шлеме, украшенном перьями, скачущий на белом коне с красным чепраком в правую сторону, имеющий в руках натянутый лук и колчан со стрелами, а по сторонам от ездока представляется вид крепости, у которой с правой стороны золотой крест, а с левой — стрела, в верхней части щита означена луна, освещающая ездока.
Щит увенчан обыкновенным дворянским шлемом с дворянской на нём короной. Намёт на щите серебряный, подложен зелёным и красным. Герб рода Мещериновых внесён в Часть 3 Общего гербовника дворянских родов Всероссийской империи, стр. 37.

## Известные представители
- Мещеринов Алексей Авраамович — стрелецкий голова, воевода в Киеве (1661).
- Мещериновы: Алексей и Иван Ивановичи — стольники (1682-1692).
- Мещериновы: Алексей Абрамович, Алексей, Фёдор и Иван Алексеевичи, Василий Симонович — московские дворяне (1672-1692)[4].
- Мещеринов, Владимир Петрович  (1847—1919) — симбирский земский деятель, сенгилеевский уездный предводитель дворянства, член Государственного совета, гофмейстер.